# Gavril Ghenovo, Montana
Gavril Ghenovo (în bulgară Гаврил Геново) este un sat în comuna Gheorghi Dameanovo, regiunea Montana,  Bulgaria. 

## Demografie
Componența etnică a satului Gavril Ghenovo
     Romi (1,21%)
     Bulgari (95,14%)
     Nicio identificare (3,64%)
     Altele (0%)
La recensământul din 2011, populația satului Gavril Ghenovo era de 247 locuitori. Din punct de vedere etnic, majoritatea locuitorilor (95,14%) erau bulgari, cu o minoritate de romi (1,21%). Pentru 3,64% din locuitori nu este cunoscută apartenența etnică.